# موضة سريعة
الموضة السريعة مصطلح معاصر يستخدم في تجارة التجزئة للأزياء للتعبير عن التصاميم التي تنتقل من منصة عرض الأزياء مباشرة لتواكب اتجاهات الموضة الحالية. وتعتمد مجموعات أزياء الموضة السريعة على أحدث صيحات الموضة المعروضة في أسبوع الموضة في كل من موسمي الربيع والخريف من كل عام. تركز الموضة السريعة على تحسين جوانب معينة من توريد هذه الصيحات بحيث يتم تصميمها وتصنيعها بسرعة وبتكلفة زهيدة تسمح للمستهلك العادي بشراء آخر صيحات الموضة بأقل سعر. كما تستخدم محلات التجزئة الكبرى مثل إتش آند إم ،زارا، بيكوكس، بريمارك، إكسيل براندس وتوب شوب فلسفة التصنيع السريع للأزياء وبيعها بسعر في متناول الأيدي. كما ظهرت الموضة السريعة بشكل خاص في موضة بوهو شيك في منتصف عقد الألفين.
نشأت الموضة السريعة نتيجة لتطور مفهوم <توجه المنتج> product-driven الذي يعتمد على نموذج تصنيع والذي يعرف <بالاستجابة السريعة> quick response الذي نشأ في الولايات المتحدة عام 1980م وتطور في أواخر التسعينات وبداية القرن الواحد والعشرين ليصبح نموذجا يعتمد على سوق الموضة السريعة. ولقد احتلت زارا الصدارة في ثورة بيع أزياء الموضة السريعة وأصبحت علامتها التجارية مرادفا لهذا المصطلح تقريبا، في حين كانت هناك محلات تجزئة أخرى مثل بينيتون تعمل وفقا لهذا المفهوم ولكن قبل إطلاق هذه التسمية عليها. ارتبط مصطلح الموضة السريعة بمفهوم الموضة المتاحة في متناول الأيدي لأنها تقدم منتجات المصممين للأسواق الكبيرة وبأسعار رخيصة. وقد نشأت في المقابل الموضة البطيئة كحركة معاكسة للموضة السريعة والتي ألقت باللوم على الموضة السريعة لتسببها في التلوث (سواء في صنع الملابس أو تحلل الأقمشة الاصطناعية) وأنها صناعة غير مطابقة للمواصفات تلتزم باتجاهات محدودة وتتبع النمط الكلاسيكي. كما تعرضت الموضة السريعة للانتقادات لمساهمتها في توفير بيئة عمل سيئة في البلدان النامية. حيث يعد انهيار مبنى سافار عام 2013 في بنغلاديش أعنف حادث يتعلق بالموضة في تاريخ العالم والذي أدى بدوره إلى جذب المزيد من الانتباه لمدى سلامة صناعة الموضة السريعة.

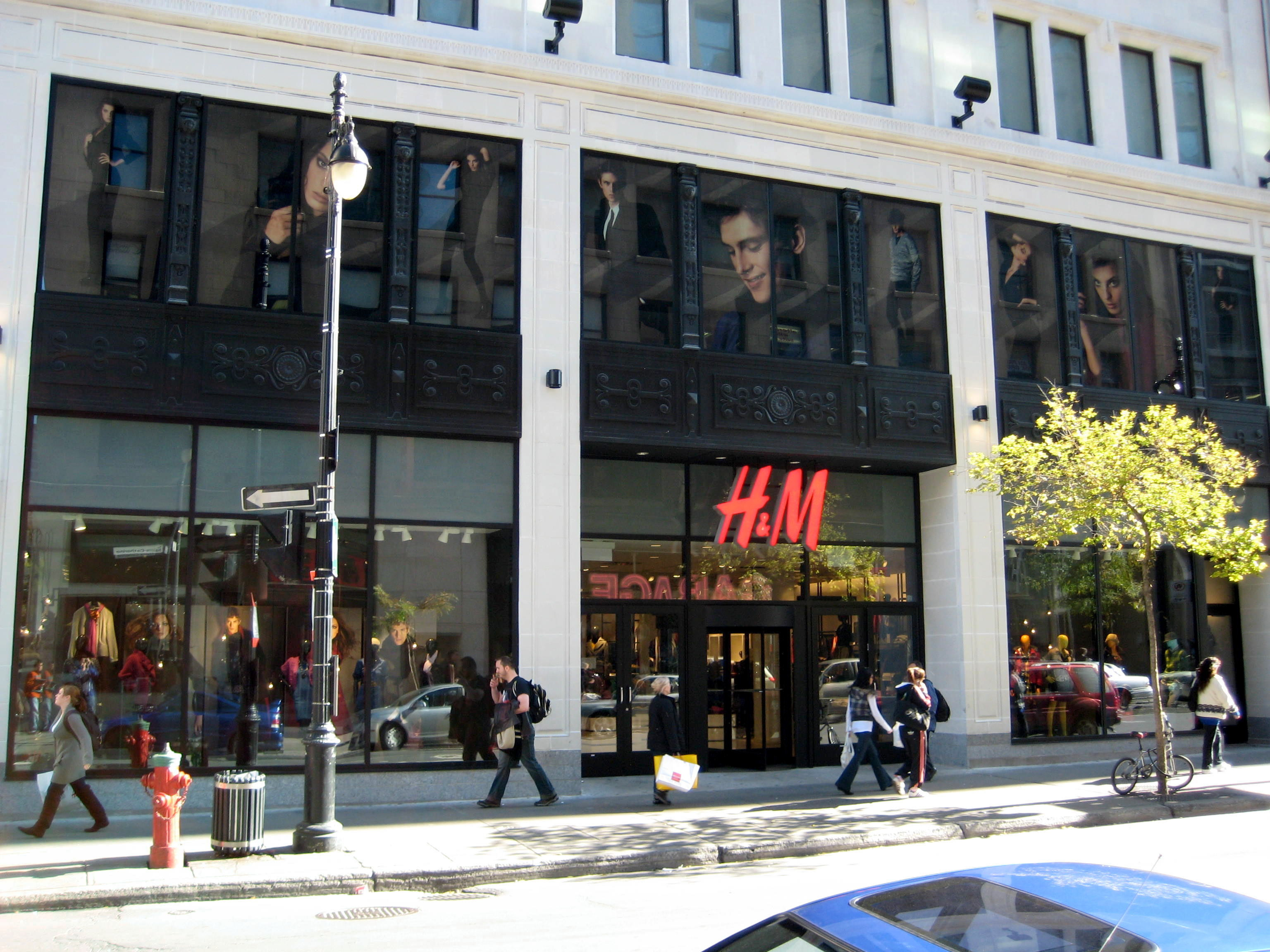
متجر إتش أند أم وسط مدينة مونتريال

## الاستراتيجية
الإدارة
إن الهدف الرئيسي من الموضة السريعة هو إنتاج الأزياء بطريقة تعتمد على التكلفة الفعالة لتستجيب بسرعة للتغييرات السريعة لذوق المستهلك وفي أقرب وقت ممكن. وتتحقق التكلفة الفعالة من خلال فهم تجار التجزئة لمتطلبات السوق الهدف مثل توفر ملابس أنيقة تواكب الموضة وبأدنى سعر في قطاع الملابس. ويستخدم مفهوم «إدارة الفئة» ليتوافق بائع التجزئة مع المصنع في علاقة تعاونية أكثر. ويعرف مفهوم «إدارة الفئة» على أنه تلك الإدارة الأستراتيجية لمجموعات المنتجات من خلال إقامة شراكات تجارية تهدف إلى تحقيق أقصى قدر ممكن من المبيعات والأرباح وذلك بتلبية احتياجات الزبائن. ويحدث هذا التعاون عندما توحّد جميع مصادر الشركات من أجل إنشاء نماذج لسلاسل توريد أكثر تطورًا وكفاءة لزيادة إجمالي أرباح السوق. كما يستخدم سوق الموضة السريعة هذا المفهوم من خلال توحيد الأسعار مع المصانع لضمان بقائها بأدنى مستوى.

## أسلوب الاستجابة السريعة
تطور مفهوم الاستجابة السريعة من ليحسن من عمليات التصنيع في مجال صناعة النسيج بهدف إزالة الوقت من نظام الإنتاج. ولقد بدأت الجمعية الأمريكية لصناعة الملابس هذا المشروع في بداية الثمانينيات لمواجهة تهديد منافسيها في صناعة النسيج في الدول ذات الأجور المنخفضة والتي يجلب منها النسيج. وخلال فترة المشروع قلت مدة التصنيع إلى النصف وأصبحت الصناعة الأمريكية الأكثر منافسة لبعض الوقت. ونتيجة لذلك انخفضت نسبة الاستيراد. ولقد نظر الكثيرون إلى مشروع المبدئي للاستجابة السريعة على أنه آلية ستحمي صناعة النسيج الأمريكية وتهدف إلى تحسين كفاءة التصنيع.
ويستخدم مفهوم الاستجابة السريعة حاليا لدعم الموضة السريعة وذلك بتوفير منتجات جديدة وطازجة، بالإضافة إلى جذب المستهلك لمحلات التجزئة وزيارتها بشكل مستمر. وتمكنت التكنولوجيا الجديدة من زيادة الإنتاج وتحسين الكفاءة من خلال ما وصفته مقدمة المفهوم التكميلي «بالتناسب السريع». وأصبحت سلسلة محلات زارا الإسبانية الضخمة التي تملكها شركة إنديتيكس النموذج العالمي في كيفية تقليل الوقت بين التصميم والإنتاج. حيث مكن هذا الاختصار في الإنتاج زارا من تصنيع ما يزيد على 30000 وحدة ومن المنتجات سنويا لما يقارب 1600 مخزن في 58 دولة. إذ يتم تزويد المخازن بالقطع الجديدة مرتين في الأسبوع مما أدى إلى تقليل الوقت بين البيع الأولي والتجديد. وتساعد الفترة الزمنية القصيرة في زيادة خيارات الملابس الجاهزة للمستهلك وتوافرها وبالتالي يزيد عدد زيارات المستهلك السنوية بشكل ملحوظ. وفي سلسلة رنير البرازيلية على سبيل المثال تطلق مجموعة مصغرة جديدة كل شهرين. ويتم تطوير التكنولوجيا الجديدة لتزيد من فعالية الاستجابة السريعة، حيث قدمت شركتي الطباعة الهولندية (أوزيريس) بالتعاون مع شركة الحبر الفرنسية (أيماجي) عملية الطباعة بالحبر النفاث. إذ تستخدم العملية برنامج تحرير الصور لتحويل طباعة الشاشة الحريرية إلى طباعة رقمية مستمرة. حيث تعيد الطابعة الرقمية الحبر غير المستخدم إلي النظام مرة أخرى بشكل مستمر بدلًا من طريقة «التوقف والبدء» المستخدمة في الطباعة التقليدية (طباعة الشاشة الحريرية). وتساعد إعادة تدوير الحبر في تقليل وقت التحضير وتخفيض تكاليف الحبر وذلك بسبب انخفاض كمية المنتجات المتلفة.

## التسويق
يعد التسويق المحرك الرئيس للموضة السريعة. يخلق التسويق الرغبة في الاستهلاك التصاميم الجديدة في أقرب وقت من نزول التصميم إلى السوق. ويتم ذلك من خلال تعزيز مفهوم استهلاك الأزياء كشيء سريع ورخيص ويمكن التخلص منه. كما أن الإطلاق المستمر للمنتجات الجديدة يجعل من الملابس أداة تسويقية فعالة وبقيمة مرتفعة تزيد من زيارة المستهلك وتعرفه بالعلامة التجارية بشكل أكبر مما يؤدي إلى ارتفاع معدل مشتريات المستهلك.
وتتمتع شركات الأزياء السريعة بهوامش ربح مرتفعة حيث أن نسبة تخفيض السعر هي 15٪ فقط مقارنة مع نسبة المنافسين التي قد تصل إلى 30٪ وأكثر. ويستند نموذج أعمال الموضة السريعة على مبدأ تقليل دورات الزمن بين الإنتاج والاستهلاك بحيث يتسنى للمستهلك أن ينخرط في المزيد من الدورات خلال أي فترة زمنية. على سبيل المثال اتبعت مواسم الموضة التقليدية الدورة السنوية بفصولها الأربعة: الصيف والخريف والشتاء والربيع، في حين أن دورات الموضة السريعة ضغطت في فترات أقصر مدتها من 4-6 أسابيع أو أقل في بعض الحالات.
وقد أوجد المسوقون بهذه الطريقة مواسم شراء أكثر في الوقت نفسه. وتستخدم الشركات في الوقت الحالي نهجين مختلفين كاستراتيجيات تسويقية. ويكمن الفرق بينهما في مقدار رأس المال المستخدم في الإعلان. في حين أن بعض الشركات تستثمر في الإعلانات إلا أن بعض الشركات مثل بريمارك لا تستثمر في الإعلانات وإنما تستثمر في تخطيط المتجر وتزويده بالإضافة إلى الترويج البصري لخلق لحظة اصطياد اذ تمنح هذه اللحظة تجربة تسوق ممتعة تساعد في عودة الزبون بشكل مستمر. وتشير الدراسات إلى أن 75٪ من قرارات الزبون تتخذ أمام المنتج المعلق في غضون ثلاث ثوان. إن طريقة الاستثمار البديل لبريمارك سمح لتجار التجزئة بتمرير فوائد توفير التكلفة على المستهلك والحفاظ على هيكل سعر الشركة لإنتاج الأزياء بتكلفة أقل.

## الإنتاج
سوق «السوبر ماركت»
يعتاد المستهلك في سوق الموضة السريعة التغيير المستمر والتوافر المتكرر للمنتجات الجديدة. إن الموضة السريعة مثل قطرة في بحر سوق الموضة الواسع. ويرجع سبب تسمية الموضة السريعة بهذا الاسم إلى طبيعتها في جعل الأزياء أكثر أناقة وإدرارًا للمال بشكل سريع. كما أن هنالك ثلاثة عوامل أساسية لاستهلاك الموضة السريعة: توقيت السوق والتكلفة ودورة الشراء. ويهدف تقليل الوقت إلى تقصير فترة الأنتاج قدر الإمكان. ولقد زادت دورة المبيعات السريعة الطلب على عدد المواسم الموجودة في المخازن وبالتالي زادت الفترات الزمنية للشحن وإعادة التخزين. ولكن لا تزال التكلفة قرار الشراء الرئيسي للمستهلك. حيث انخفضت الأسعار إلى حد كبير وذلك بالاستفادة من انخفاض الأسعار في أسواق الدول النامية، أذ شكلت البلدان النامية نسبة ما يقارب 75٪ من جميع صادرات الملابس في عام 2004 م. كما سمح إلغاء حصص الاستيراد للشركات أن تستفيد من انخفاض تكلفة الموارد. أما دورة الشراء فهي العامل النهائي المؤثر على المستهلك. حيث أن دوررات الشراء التقليدية للموضة تعتمد على التنبؤات على المدى الطويل والتي تحدث قبل سنة إلى ستة أشهر من الموسم. إلا أن فلسفة الاستجابة السريعة في سوق الموضة يمكن أن تزيد من دقة التنبؤات لأن الفترة الزمنية بين المواسم قلت بشكل ملحوظ. كما ساعدت الفترة الزمنية القصيرة للأنتاج في ارتفاع أسعار بيع المنتجات.

## سلسلة التوريد، علاقات الموردين والعلاقات الداخلية
سلسلة التوريد
إن سلاسل التوريد مهمة في صناعة الموضة السريعة وذلك لأن سلاسل التوريد مصممة من أجل إضافة قيمة وتخفيض التكلفة في عملية تحويل البضائع من مفهوم التصميم إلى محلات التجزئة وأخيرًا إلى الاستهلاك. وتعد سلاسل التوريد الفعالة أمرًا بالغ الأهمية لإرضاء زبائن الموضة السريعة. كما أن اختيار المورد مطلب أساسي في هذه العملية. وتظهر عدم كفاءة السلسلة بشكل أساسي عندما يفشل المورد في الاستجابة السريعة بشكل كافٍ وتبقى الأزياء (في عنق الزجاجة)في المخازن مما يؤدي إلى التضخم. وهناك نوعان من سلاسل التوريد: الرشيقة (agile) والهزيلة (lean). وأهم خصائص سلسلة التوريد الرشيقة الأساسية هي تفعيل كلا من المعلومات والتكنولوجيا؛ فاستخدامهما معا يؤدي إلى سيولة المخازن في الأسواق الكبيرة. أما سلسلة التوريد الهزيلة تتميز بالاعتمادات الصحيحة للسلعة من أجل الإنتاج. وعند اتحاد السلسلتين ينتج لنا ما يعرف بسلسلة«ليآجل» (leagile).
علاقات الموردين
تبني الشركات في سوق الموضة السريعة مجموعة من العلاقات مع الموردين. يصنف المنتج أولا على أنه «الأساس» أو «الموضة». ويتم التعامل مع الموردين القريبين من السوق للسلع التي تنتج في منتصف الموسم، أي المنتجات العصرية أو منتجات «الموضة». وفي الجانب الآخر يتم التعامل مع الموردين البعيدين من السوق من لمنتجات «الأساس» الرخيصة والتي تعرف أحيانًا باسم ملابس «الكبسولة» التي يتم إطلاقها في المجموعات في كل موسم وتتميز بتنبؤات مستقرة.
العلاقات الداخلية
العلاقات الداخلية الفعالة للشركة لا تقل أهمية من العلاقات الخارجية مع الموردين خاصة فيما يتعلق بقسم المشتريات الخاص بالشركة. جرت العادة في أسواق «السوبر ماركت» أن يقسم قسم المشتريات إلى أقسام متعددة الوظائف. حيث يستخدم فريق المشتريات مبدأ من الأسفل إلى أعلى في مشاركة التوجهات. أي أنه يتم مشاركة المعلومات مع كبار الموردين الخمسة عشر للشركة والموجودين في أعلى التسلسل الهرمي. أما معلومات التي تتعلق بالأهداف المستقبلية واستراتيجيات الإنتاج فيتم مشاركتها مع من هم في أسفل التسلسل الهرمي في فريق المشتريات حتى يتمكن الفريق من النظر في خيارات إنتاج بأقل تكلفة. وعلى قسم المشتريات أيضا أن يتفاعل وبشكل وثيق مع قسم التسويق والتصميم في الشركة لأن الزبون يركز على اللون والشكل.
```
كما يجب على قسم المشتريات أن يراجع فريق التصميم العام لفهم علاقة الترابط بين 
تنبؤ
 التوجهات ورغبة الزبون. حيث يؤدي وجود مثل هذه العلاقات الوثيقة إلى المرونة داخل الشركة وتزيد من سرعة الاستجابة لمتطلبات السوق.
```

## تكلفة العمل وكفاءة المعضلة في الموضة السريعة
نشرت جامعة مانشستر أوراق عمل عن «التقاط المكاسب» في القمة العالمية التي تجمع شبكة دولية من الخبراء من الشمال والجنوب. وتركز ورقة العمل رقم 14 على سمة معينة تحدد سلوك الشراء في المملكة المتحدة في صناعة تجارة التجزئة ألا وهي: التفاوض على تكلفة التصنيع (تكلفة القص والحياكة والزخرفة) مع الموردين والتي تحدد تكلفة العمل بشكل غير منفصل. ويستخدم هذا السلوك الذي يدعمه كلا من الموردين والمشترين لمواجهة توقف استمرارية الأجور وانكماش أسعار الواردات في صناعة الملابس العالمية. ويعد نظام الوقت القياسي باستخدام أنظمة تحديد المسبق للوقت القياسي (PTS) أو أنظمة التحديد المسبق لوقت الحركة القياسي (PMTS) نظاما صناعيا عالي التقنية. ووفقا لمنظمة العمل الدولية فأنه في عام 1992م كان هناك نحو 200 نظام للتحديد المسبق للوقت القياسي تقدمه شركات استشارية وتعتمدها شركات التصنيع. وفي مجال صناعة الملابس كانت هناك ثلاث شركات استشارية متخصصة في أنظمة تحديد الوقت القياسي وهي: الشركة الأمريكية لنظام التحديد المسبق للوقت القياسي (MODAPTS) وشركة سيو إيزي (Seweasy) السيريلانكية وشركة جي أس دي (GSD) المحدودة والتي اتخذت من المملكة المتحدة مقرًا لها. وإضافة إلى يجب أن تتوفر مقاييس العمل الثلاثة جميعها: شرط الراحة وبدلات الطوارئ الخاصة لإنجاز العمل في الوقت القياسي.

## تصميم الدعاوى القضائية والقوانين
القضايا ولقوانين المقترحة في الولايات المتحدة
تورطت شركة فورإيفر 21 (FOREVER 21) والتي تصنف كواحدة من أكبر شركات التجزئة في الموضة السريعة في العديد من القضايا القانونية لانتهاكاتها المزعومة لحقوق الملكية الفكرية. حيث تزعم الدعاوى القضائية أن بعض القطع المعروضة ي متاجر التجزئة تقليد واضح لنماذج لبعض المصممين مثل ديان فون فورستنبرج وآنا سوي وجوين ستيفاني الخاصة بخط موضة هاراجوكو لوفيرز بالإضافة إلى العديد من المصممين المعروفين الآخرين. لم تعلق فور إيفر 21 على الدعوى القضائية ولكنها قالت بأنها: تتخطو خطوات حازمة من أجل تنظيم نفسها لمنع مزيد من انتهاكات الملكية الفكرية.
أتش آر 5055
أتش آر 5055 أو قانون حظر قرصنة التصميم هو مشروع قانون يقترح حماية حق مصمم الأزياء في الولايات المتحدة. حيث عُرض هذا المشروع على مجلس النوب في الولايات المتحدة في 30 مارس من عام 2006م. وبموجبه يجب على المصممين أن يقدموا رسومات الأزياء أو الصور لمكتب حقوق الطبع والنشر في الولايات المتحدة في غضون ثلاثة أشهر من «نشر» المنتجات، ويتضمن النشر بكافة أنواعه بدءًا من إعلانات المجلات إلى الظهور الأول في منصات عرض الأزياء العامة. ونتيجة لهذا فإنه من شأن المشروع أن يحمي التصاميم لمدة ثلاث سنوات بعد النشر الأولي له. وإذا ما حدث انتهاك لحقوق الطبع والنشر سيتم تغريم المخالف بمبلغ قدره 250000 دولار أو 5 دولارات لكل نسخة – حسب أيهما يكون أكبر مبلغ مدفوع-. ولكن تم تعليق مشروع القانون بعد اختتام دورة محلس النواب في عام 2006م وأدى ذلك إلى إلغائه من جدول الأعمال.
أتش آر 2033
لقد أعيد تطبيق قانون حظر قرصنة التصميم كقانون أتش آر 2033 خلال الدورة الأولى للمؤتمر 110 في 25 إبريل/نيسان 2007م. وكان له أهداف مماثلة لقانون أتش آر 5055، إذ يقترح القانون حماية تصاميم الأزياء لفترة مدتها ثلاث سنوات واستنادًا إلى التسجيل لدى مكتب حقوق الطبع والنشر الأمريكي. في حين تظل الغرامات المالية المترتبة على انتهاك الحقوق كما هي وذلك بملبغ قدره 250000 دولار أو 5 دولارات لكل نسخة مقلدة.

## التأثير البيئي

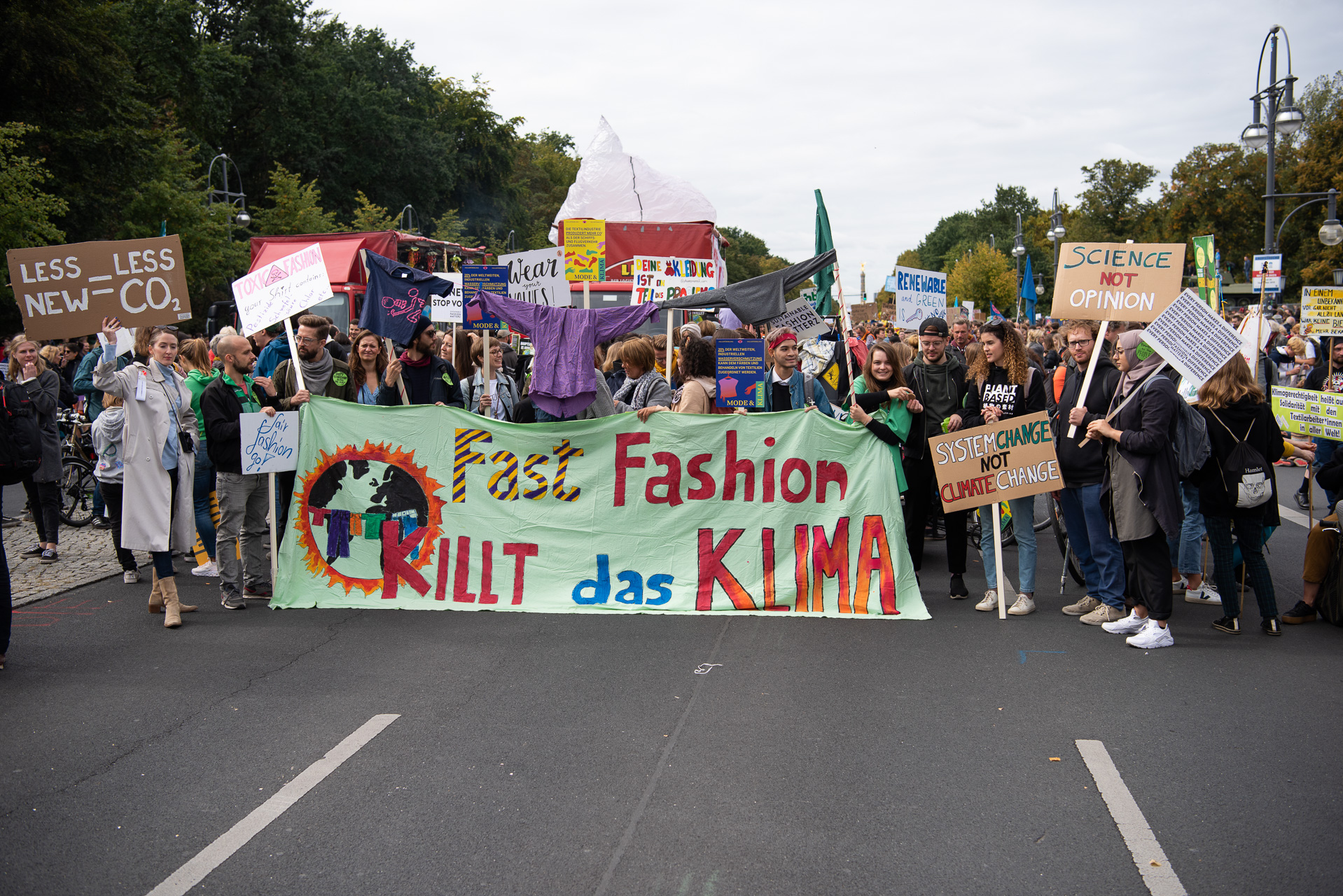
يقول كثير من الناس على الطريق حاملين الأعلام "إن الموضة السريعة تدمر المناخ"

وفقا لكاتبة مقال «أين تذهب الملابس التي نتخلص منها» إليزابيث كلان أن الأمريكيون يشترون أضعاف كمية الملابس التي كانوا يشترونها في عام 1980. وأنه بسبب هذه الزيادة في الاستهلاك تنتج الدول النامية المزيد والمزيد من الملابس في كل موسم. حيث تستورد الولايات المتحدة أكثر من مليار قطعة ملابس سنويا من الصين وحدها. في حين أن استهلاك المنسوجات في المملكة المتحدة ارتفع بنسبة 37٪ في السنوات من 2001 إلى 2005.
إن هذه الإحصاءات هي بمثابة عوامل مساهمة في التلوث الناجم عن الموضة السريعة. وهذا الشراء المستمر للسلع الجديدة يؤدي إلى زيادة المنسوجات التي يتم التخلص منها سنويًا.
كما أن متوسط إنتاج الأسرة الأمريكية من نفايات النسيج سنويا هو 70 رطلا سنويا.وعند مقارنة هذا الرقم بالبلد بأسره فإن هناك ما يقارب 10,5 مليون طن من نفايات المنسوجات التي يتم التخلص منها. فعلى سبيل المثال سكان مدينة نيويورك يتخلصون من حوالي 193000 طن من الملابس والمنسوجات وهو ما يعادل 6٪ من القمامة في المدينة. وبالمقارنة مع دول الاتحاد الأوروبي التي تنتج ما مجموعه 5,8 مليون طن من المنسوجات كل عام. في الجانب الآخر الأمريكيون يتبرعون أو يعيدون تدوير حوالي 15٪ من ملابسهم غير المرغوب فيها. وتظهر هذه الأرقام أنه جزءًا كبيرًا من المنسوجات ينتهي بها المطاف في مدافن القمامة في جميع أنحاء العالم. على كل تحتل صناعة النسيج ما يقارب 5٪ من مساحة المدافن، بالإضافة إلى أن الملابس التي يتم التخلص منها في مقالب القمامة غالبًا ما تكون مصنوعة من مواد صناعية أو غير عضوية تمنعها من التحلل بشكل صحيح. وعلى الرغم من أنه من الواضح أن تراكم النفايات في المدافن في العالم تسبب آثارًا سلبية على البيئة إلا أنه ليس القلق البيئي الوحيد الذي تسببه صناعة الموضة السريعة.
تسبب جميع مراحل إنتاج المنسوجات في ضرر بيئي دائم للنظم الإيكولوجية المائية والبرية والغلاف الجوي. وأحد هذه الآثار الضارة هو إطلاق الغازات الدفيئة في الهواء التي تلوث هذه النظم الإيكولوجية المختلفة. ويعد غاز ثاني أكسيد الكربون الناتج من النقل العالمي والآلات الثقيلة عاملا مساهما في تلوث الغلاف الجوي، إضافة إلى انبعاث الغازات الخطيرة والمبيدات والأصباغ باستمرار في البيئة المائية في جميع المجتمعات التي تعمل في قطاع الأزياء. كما أن الطلب المتزاد على الأزياء السريعة يؤدي إلى استمرار إطلاق المواد المواد السائلة من مصانع النسيج التي تحتوي على كل من الأصباغ والمحاليل الكاوية. ويذكر أن الموضة تسببت في ارتفاع الأضرار البيئية على مر السنين.

## الاستدامة
لمزيد من المعلومات انظر: موضة مستدامة
وبشكل عام إن قطاع الموضة السريعة لصناعة الأزياء يلوث الكوكب بمعدل مستمر. ونظرًا لكمية التلوث والنفايات الناجمة عن صناعة الأزياء أصبح دخولها مجال الاستدامة ممكنا. حيث تعمل المجموعات الربحية مثل فيليتكس (Viletex) وتجار التجزئة مثل أتش أند إم (إتش أند أم) على تقليل الآثار السلبية لهذة الصناعة. ولقد أنشأت الشركتان برامج تشجع على إعادة التدوير من عامة الناس. وتوفر هذه البرامج صناديق للمستهلكين لوضع الملابس غير المرغوب فيها والتي سوف تتحول في النهاية إما لمواد عازلة أو حشو للسجاد فضلا عن استخدامها لإنتاج ملابس أخرى.
وفي حين أن إعادة التدوير هي إحدى الطرق التي تسعى بها صناعة الأزياء للحفاظ على البيئة، فإن التكنولوجيا الجديدة في مجال الموضة توفر أيضًا إمكانيات كبيرة في مجال الحفاظ على البيئة. وتتيح هذه التكنولوجيا أساليب جديدة لاستخدام الأصباغ وإنتاج الألياف وتقليل استخدام الموارد الطبيعية. وفي مساهمة لتقليل استهلاك المنسوجات التقليدية أنتجت أنكي دوماسكي «كيوميلش» وهي ألياف حليب بيئي، وأنتجت «فيروس» ملابس رياضية عالية التقنية من حبوب البن المعاد تدويرها. وأنشأت سوزان جلودًا نباتية من الشاي المخمر. وبعد إنتاج هذه الأنواع الجديدة من الألياف وجدت العديد من الشركات طرقًا مختلفة للحد من كمية الأصباغ المنبعثة من الممرات المائية في العالم. فضلا عن تقليل مستوى استهلاك المياه. فعلى سبيل المثال توفر إيرداي مابين 7 و75 غالون من المياه لكل رطل من المنسوجات المنتجة بينما قللت الطباعة الرقمية من استخدام المياه بنسبة 95٪.
وبالرغم من أن هذه الطرق لم توفر بدائل لها القدرة على التأثير إيجابا على الصناعة بشكل كامل. فقطاع الموضة السريعة ينبني على نموذج الأعمال التي تدفع بالحدود البيئية للخارج ولكن بشكل إيجابي. فيمكن معالجة الأضرار المتسببة فيها هذه الصناعة بشكل أفضل، من خلال فهم الأوجه المختلفة لجوانب الأثر البيئي للأزياء بحيث يتم معالجتها.

## الاستهلاك المفرط
يستند نموذج أعمال الموضة السريعة على رغبة المستهلك في الحصول على ملابس جديدة لارتدائها. ومن أجل تلبية طلب المستهلك توفر العلامات التجارية في الموضة السريعة تشكيلة واسعة من الأزياء التي تعكس أخر صيحات الموضة وبأسعار معقولة مما يؤدي إلى إقناع المستهلك بشراء المزيد من القطع ويقود هذا إلى الإفراط في الاستهلاك. كما أن التقادم المخطط له يلعب دورا رئيسا في زيادة الاستهلاك. واستنادًا إلى دراسة التقادم المخطط له في العالم الاقتصادي فإن الموضة مبينة على سياسة التقادم وملتزمة بها التزما عميقًا. فمثلا تنانير العام الماضي مصممة لتحل محلها النماذج الجديدة لهذا العالم. كما أن نموذج الاستجابة السريعة وممارسات سلاسل التوريد الجديدة تزيد من سرعة الموضة السريعة. ففي السنوات الأخيرة انخفضت دورة الأزياء بشكل مطرد، أضافة إلى أن تجار التجزئة تمكنوا من بيع جميع الملابس التي من المتوقع أن يتم التخلص منها بعد ارتدائها عدة مرات فقط. وقلل هذا من دورات شراء المستهلك، فالأسواق السريعة التغير والأسعار المنخفضة لسلع الموضة تشجع المستهلك لزيارة المتجر وزيادة عمليات الشراء. ونتيجة لذلك فإن المخزونات الفائضة والملابس غير العصرية ينتهي بها المطاف في مكب النفايات.
وأشار مقال عن الموضة السريعة في هافينغتون بوست مؤخرًا إلى أنه حتى تكون التوجهات السريعة الانتقال في متناول الأيدي فإنه يجب أن تكون أسعار سلع الموضة السريعة أقل من تنافسية والعمل على نموذج الأعمال من نوع الأقل جودة والأكبر كمية. وذلك أن السلع ذات الجودة المنخفضة تجعل الاستهلاك أكثر حدة حيث أن هذه المنتجات ذات مدى حياة قصير وسنحتاج إلى استبدالها كثيرًا. ونظرًا إلى أن كلا من الصناعة والمستهلك لا يزالون يحتوون الموضة السريعة فإن كمية من السلع التي يتم التخلص منها أو يعاد تدويرها قد ازدادت زيادة مطردة. ومع ذلك فإن معظم سلع الموضة السريعة لا تملك تلك الجودة الأصلية التي يمكن اقتناءها كمجموعات تقليدية أو تاريخية، فالسلع ذات الجودة الرديئة ينتهي بها المطاف في النفايات فقط ونادرا ما يعاد تدويرها. إن دورات السريعة مثل هذه التي توفر أسعارًا في متناول الجميع لتزيد من نسبة المبيعات، بالإضافة إلى جودة السلع الرديئة التي تجعلها تبقى لأقصر وقت ممكن تجعل المستهلك يفرط في الاستهلاك لا وعيا. كما أنها لا تزيد من أرقام المبيعات فقط بل من كمية النفايات التي تأتي معها.
جلبت الموضة السريعة الاستهلاك المفرط معها والذي يعد سبب نجاح صناعة الموضة. حيث أن نموذجا التجاري الفريد وأسعارها المنخفضة تمكن العامة من شراء السلع العصرية حتى في أوقات الركود الاقتصادي ولهذا أدت إلى الإفراط في الاستهلاك. حيث أن عددا لا يحصى من النفايات يؤخذ إلى مدافن القمامة. وعلاوة على ذلك التكاليف المخفية لمدافن النفايات تشمل النفايات والتلوث والطاقة واستنفاد الموارد الطبيعية.
وعلى نقيض من الإفراط في الاستهلاك العصري، فإن الموضة السريعة تتبع جذورها إلى التقشف في الحرب العالمية الثانية. حيث تم دمج التصميم العالمي مع المواد التفعية.